# World Series 2022
Le World Series 2022 sono state la 118ª edizione della serie di finale della Major League Baseball al meglio delle sette partite tra i campioni della National League (NL), i Philadelphia Phillies, e quelli dell'American League (AL), gli Houston Astros. La serie è iniziata il 26 ottobre ed è terminata il 2 novembre.
La serie è stata vinta in gara 6 dagli Houston Astros, che hanno sconfitto per 4-2 i Philadelphia Phillies, conquistando per la seconda volta nella loro storia il trofeo. L'interbase degli Astros, Jeremy Peña, è stato nominato MVP delle World Series dopo aver registrato una media battuta di .400 (10-25).

## Sommario
Houston ha vinto la serie 4-2
| Gara | Data       | Punteggio                                  | Stadio             | Pubblico | Lanciatore vincente             | Lanciatore perdente            |
| ---- | ---------- | ------------------------------------------ | ------------------ | -------- | ------------------------------- | ------------------------------ |
| 1    | 28 ottobre | Philadelphia Phillies 6 - 5 Houston Astros | Minute Maid Park   | 42 903   | Seranthony Domínguez (PHI, 1-0) | Luis García (HOU, 0-1)         |
| 2    | 29 ottobre | Philadelphia Phillies 2 - 5 Houston Astros | Minute Maid Park   | 42 926   | Framber Valdez (HOU, 1-0)       | Zack Wheeler (PHI, 0-1)        |
| 3    | 1 novembre | Houston Astros 0 - 7 Philadelphia Phillies | Citizens Bank Park | 45 712   | Ranger Suárez (PHI, 1-0)        | Lance McCullers Jr. (HOU, 0-1) |
| 4    | 2 novembre | Houston Astros 5 - 0 Philadelphia Phillies | Citizens Bank Park | 45 693   | Cristian Javier (HOU, 1-0)      | Aaron Nola (PHI, 0-1)          |
| 5    | 3 novembre | Houston Astros 3 - 2 Philadelphia Phillies | Citizens Bank Park | 45 693   | Justin Verlander (HOU, 1-0)     | Noah Syndergaard (PHI, 0-1)    |
| 6    | 5 novembre | Philadelphia Phillies 1 - 4 Houston Astros | Minute Maid Park   | 42 958   | Framber Valdez (HOU, 2-0)       | Zack Wheeler (PHI, 0-2)        |

## Statistiche e curiosità
- In gara 4, Houston ha lanciato un combined no-hitter: Cristian Javier ha effettuato 97 lanci totalizzando 9 strikeout e 2 basi su ball in 6 inning, Bryan Abreu ha eliminato via strikeout i tre battitori affrontati nel settimo inning, Rafael Montero e il closer Ryan Pressly hanno poi completato l'opera lanciando rispettivamente l'ottavo e il nono inning (Pressly ha concesso una base su ball). È stata la prima volta che una squadra ha lanciato un combined no-hitter nella storia delle World Series e il secondo no-hitter nella storia delle World Series dopo la partita perfetta di Don Larsen dell'8 ottobre 1956.[2]